# 善応寺 (足立区中川)
善応寺（ぜんのうじ）は、東京都足立区にある浄土宗の寺院。

## 概要
1583年（天正11年）に開山した。1929年（昭和4年）に東京市浅草区浅草橋場町（現・東京都台東区橋場）にあった「正憶院」を吸収合併した。院号の「正憶院」は合併された寺に由来する。

### 正憶院
正憶院は、1622年（元和8年）に開山した寺で、吉原遊廓の創設者である庄司甚右衛門の開基である。遊女たちを葬る投げ込み寺であった。度々発生する地震や火災などの災害で現在の台東区内を転々とし、昭和時代に至って、ついに善応寺に合併された。腫物にご利益があるとされ、草餅を供えることになっていたことから、「くさもち寺」と呼ばれていた。

## 交通アクセス
- 亀有駅より徒歩8分（経路案内）。